# Johann Ernst Bach II
Johann Ernst Bach (Eisenach, 1722. január 28.? – Eisenach, 1777. szeptember 1.), német zeneszerző, Johann Bernhard Bach fia.
1722. január 30-án keresztelték. Eisenachban latin iskolába, 1737-től Lipcsében a Tamás iskolába járt, ahol Johann Sebastian Bachnál tanult. Jogot tanult Lipcsében. 1742-től újra Eisenachban élt, és ügyvédként dolgozott. 1748-tól az apja mellett dolgozott, aki a György-templom orgonistája volt, majd apja halála után átvette a helyét. 1756-tól Ernő Ágost szász-weimari herceg udvarában Kapellmeister volt. Halála után fia, Johann Georg Bach lett az orgonista Eisenachban.
Művei: zongorára és hegedűre írt fantáziái, illetve szonátái, egyházi kantáták, Sammlung auserlesener Fabeln és az O Seele, deren Sehnen című oratórium.